# Entropía de Kolmogórov
La entropía de Kolmogórov se define como el principio que mide la pérdida de información a lo largo de la evolución de un sistema. También es definida como la suma de exponentes de Liapunov.
Tiene una gran importancia, en su principal aplicación a sistemas de los cuales no se dispone más que de series temporales de valores de determinada variable, la cual se considera poseedora de significado.
Su fórmula matemática viene definida por subconjuntos, de tal manera que:

{\displaystyle H(C)=log(N)\,}

El tamaño es de {\displaystyle 2^{N}\,} subconjuntos. Si lo definimos en sistema binario, este tiene una extensión de N bits.
Otra fórmula de la entropía de Kolmogórov es:

{\displaystyle H(C)=log(L/2e)\,\!}

Esta fórmula fue ideada por el matemático Kolmogórov, después de que las tesis de Claude E. Shannon fuera consideradas demasiado orientadas a la tecnología.